# Tetragnatha paludis
Tetragnatha paludis là một loài nhện trong họ Tetragnathidae.
Loài này thuộc chi Tetragnatha. Tetragnatha paludis được miêu tả năm 1940 bởi Caporiacco.